# Kid Rock
Robert James Ritchie (Romeo, Míchigan; 17 de enero de 1971), más conocido por su nombre artístico Kid Rock, es un cantante, compositor y actor estadounidense, 5 veces nominado a los Premios Grammy. Kid Rock es conocido por su estilo musical, que fusiona rap con rock, blues, heavy metal, funk y country.
Aunque su carrera artística comenzó en 1988, se hizo mundialmente conocido con su álbum Devil Without a Cause (Demonio sin causa) lanzado en 1998 por Atlantic Records, sobre todo con sus sencillos "Bawitdaba", "Cowboy" y "Only God Knows Why", llegando a vender 11 millones de copias; Esto hizo que el 17 de abril de 2003, su disco fuera certificado 11 veces platino por la RIAA. En el 2000 lanzó una compilación de canciones remezcladas y remasterizadas bajo el nombre de "The History of Rock", todas pertenecientes a álbumes previos, a excepción "American Bad Ass" (el tema más exitoso del disco), y "Abortion", ambos editados por primera vez. 
Su siguiente triunfo en la industria de la música fue en 2007 con "All Summer Long", contenido en el disco Rock n Roll Jesus. Fue su primer gran éxito a nivel mundial, llegando al número uno en las listas de éxitos de 8 países europeos y en Australia. "Rock n Roll Jesus" vendió 5 millones de álbumes a nivel mundial y fue certificado como triple platino en los Estados Unidos.
Su disco "Born Free" fue disco de platino en su país, vendió más de 1 millón de copias.
Desde entonces ha lanzado varios discos: "Rebel Soul" en 2012, "First Kiss" en 2015 y "Sweet Southern Sugar" en 2017. Estuvo casado con Pamela Anderson de julio a noviembre del 2006.

## Biografía
Nació el 17 de enero de 1971, hijo de William "Bill" Ritchie (dueño de varios concesionarios de coches) y Susan Ritchie. Su familia también era dueña de un campo de 6 acres, donde ayudaba a recoger manzanas y cuidaba de los caballos. Tiene tres hermanos: dos mayores (William "Billy" Ritchie y Carol Ritchie) y una hermana menor, Jill Ritchie, quien es actriz. Robert encontraba la vida campesina aburrida; empezó a interesarse por el rap, aprendió a bailar breakdance y participó en torneos en el área de Detroit. A los once años se unió a un grupo de breakdance llamado "Furious Funkers" y aprendió a ser DJ. En la escuela secundaria, pasaba música a cambio de cerveza. Con el tiempo se unió a Bo Wisdom de "Groove Time Productions" en Míchigan, y comenzó a pinchar discos en fiestas organizadas en sótanos por 30 dólares la noche. Fue allí donde le dieron su nombre artístico; los asistentes a dichas reuniones empezaron a llamarlo "Kid Rock", ya que disfrutaban viendo a <<ese chico blanco rockear>> ("that white kid rock" en inglés).  
A los 15 años huyó a Míchigan, donde vivió con su amigo Chris Pouncy. Fue forzado a vender drogas en la entrada del lavadero de autos donde trabajaba por una pandilla conocida como los "Best Friends". Un vecino de allí, molesto por este tipo de hechos, organiza un grupo de rap para mantener a los chicos apartados de problemas: estaba compuesto por "The Black Man" (fundador del grupo), Champtown, KDC, Chris "Doc Roun-Cee" Pouncy y Bob. Eran conocidos como "The Beast Crew". Bob se hizo amigo del productor "D-Nice", conocido por su legendario grupo de Hip hop "Boogie Down Productions". Una de las noches en las que Kid Rock abrió para los BDP, D-Nice invitó a un representante de Jive Records para que viera su actuación. Esta reunión llevó a un contrato para una demo, y este, a un contrato para un disco completo. Contra la voluntad de sus padres, firmó su primer contrato a los 17 años.

## Carrera
El 30 de diciembre de 1990 lanzó su álbum debut "Grits Sandwiches for Breakfast" (algo así como "Sandwiches de sémola para el desayuno); Según Joseph Bruce, rapero del famoso dúo de hip hop "Insane Clown Posse", este disco hizo de Kid Rock una de las dos estrellas del rap en Detroit de ese año, junto con el rapero independiente local Esham. Aunque Jive Records no promocionó el disco, ganó denotada mala fama luego de que la estación de radio neoyorquina WSUC-FM (90.5) fuera multada por 23.700 dólares por reproducir la canción "Yo Da-Lin In the Valley", siendo esta la mayor multa impuesta a una estación de radio hasta ese momento. Jive Records rescindió el contrato en 1991; una vez de vuelta en Detroit, se hizo amigo de Uncle Kracker, quien se convirtiera en su DJ, luego de haber competido contra su hermano en un rapeado estilo libre. 
A pesar de no gustarle particularmente su estilo de rapeo, Joseph Bruce contrató a Kid Rock en 1992 para que apareciera en su primer álbum "Carnival of Carnage", como forma de lograr notoriedad para el disco. Kid se hizo presente el día de la grabación del tema "Is That You?" intoxicado, pero regrabó el día siguiente. Aunque habiendo firmado a fines de 1991 con Continuum Records, recién el 1993 ve la luz su segundo álbum "The Polyfuze Method", donde se muestra un sonido mucho más roquero, luego de que Bob aprendiera a tocar por sus propios medios varios instrumentos, entre ellos la guitarra, la batería, el piano y el órgano. Este disco apenas obtuvo un poco de fama a nivel local en la radio de un colegio, con los temas "Back from the Dead" y "Balls in Your Mouth". Había lanzado "U Don´t Like Me" como primer sencillo, pero falló en los charts musicales, y su correspondiente vídeo casi no fue transmitido por los grandes canales musicales. Entonces, decidió relanzar el disco con otro sencillo, en este caso "Back from the Dead", pero este también tuvo poca notoriedad; de hecho, no se han vendido más de 15.000 copias.
Luego de lanzar el EP "Fire It Up" en el mismo año, cuya canción "I Am the Bullgod" no viera el éxito hasta 6 años más tarde, la compañía Continuum Records rescindió su contrato en 1994.
Se mudó nuevamente a Detroit donde de su relación con muchas idas y vueltas con Kelly South resulta su hijo Robert James Ritchie Jr. Kid Rock publicó demos mensuales bajo el nombre de "The Bootleg Series" donde él y otra "futura estrella" del rap o alguna banda de garaje del área de Detroit interpretaban una canción. Al mismo tiempo, estaba formando su banda de apoyo, la "Twisted Brown Trucker Band".
En 1995 empezó a trabajar de conserje en los estudios "Whiteroom Studios", para pagar el costo de alquiler de las salas; cuando no se encontraba trabajando, estaba grabando el material que finalmente formaría parte de su cuarto álbum de estudio, "Early Morning Stoned Pimp", lanzado por su propio sello Top Dog Records. Durante la grabación, conoció al pianista Jimmie Bones, quien se sumó a la banda poco después de que el disco fuera editado, en febrero de 1996, cosa que Kid Rock pudo hacer gracias a un préstamo de su padre. Llegó a vender desde el baúl de su coche 6.000 copias, incluyendo las que comerciaba a la salida de los conciertos. 
El cazatalentos de Lava/Atlantic Records, Andy Karp, se interesó en Kid Rock luego de verlo en Cleveland en diciembre de 1996 y nuevamente en marzo de 1997. Luego de presentar un demo con las canciones "Somebody's Gotta Feel This" y "I Got One For Ya", el presidente de la compañía alentó a Andy a que firmara con el artista por 100.000 dólares. Lamentablemente, cuando las grabaciones comenzaron, la productora quería un sonido más roquero, e inicialmente no gustaba de los temas "Cowboy", "Only God Knows Why" y "Devil Without a Cause", llegando incluso a pedirle a Kid Rock que eliminara el verso "I'm going platinum" del estribillo de este último tema, pero él se negó. Esto llevó a un retraso durante las sesiones, sin embargo Kid completó su disco a tiempo, tocando él mismo la mayoría de los instrumentos.
Kid Rock, fue inducido al salón de la fama de la WWE en el año 2018, sin embargo, no apareció en la ceremonia del evento Wrestlemania 34, celebrado el 8 de abril de 2018.

### Devil Without a Cause
En 1997 a su banda compuesta por Uncle Kracker, Kenny Olson, Jason Krause, Jimmy Bones, Misty Love, Shirley Hayden y Joe C. se le suma la vocalista/baterista Stefanie Eulinberg. 
En 1998, Rock lanzó su más dinámico, fuerte y comercialmente accesible álbum de su carrera, el multiplatino "Devil Without A Cause", con "Welcome 2 The Party" como su sencillo. Contiene temas pesados como, "Bawitdaba" y "Fist of Rage", algunos funky como "I Gotta One 4 Ya" y "Wastin´Time", pero la sorpresa del álbum fue la balada country "Only God Knows Why", la cual daría paso a un éxito country que grabaría a dueto con Sheryl Crow para su siguiente disco, Cocky.
Con presentaciones en el Vans Warped Tour de New York y de Massachusetts logra un creciente interés en el disco, y el tema homónimo al disco comienza a ser reproducido por las radios locales. A fines de ese mismo año, mientras pinchaba discos en un club, conoce a Carson Daily, presentador de MTV. Participó en los shows "MTV Fashinobly Loud" en Miami y "MTV's Wanna B A VJ" con su tema "My Name is Rock", fue DJ de TRL en el especial de receso de primavera y juez de "Say What Karaoke"; debido a ello, su fama se vio aumentada, y para abril de 1999, su álbum llegó a ser disco de oro. En mayo su tema "Bawitdaba" fue lanzado en las radios y para junio de ese mismo año, ya era disco de platino. Gracias a su masivo éxito, participó en su primer gran gira, "Limptropolis" junto a Limp Bizkit y a Staind. Para el momento en el que hizo su mejor actuación, en Woodstock, el 24 de julio de 1999, su disco era doble platino. Su siguiente simple, Cowboy, fue un éxito mayor; con su mezcla de rock sureño, country y rap, llegó al Top 40. Su otro éxito de ese álbum, la balada "Only God Knows Why", fue el mayor, aterrizando directamente en la posición 19 en el Billboard Hot 100. Para cuando su último sencillo,  "Wasting Time", fue lanzado, ya se habían vendido 7 millones de copias del álbum.
Kid Rock fue nominado como Mejor artista nuevo en los Premios Grammy de 2000, pero perdió frente a Christina Aguilera; su canción "Bawitdaba" fue nominada también, como Mejor desempeño de Hard Rock pero perdió frente a Metallica, con su versión de "Whiskey in the Jar".

### The History of Rock y Cocky
En 2000, y luego de recuperar sus derechos de autor del material del principio de su carrera, lanzó "The History of Rock", una colección de temas de sus dos discos previos ("The Polyfuze Method" y "Early Mornin' Stoned Pimp"). Una de sus dos canciones nuevas, "American Bad Ass", realizada sobre la base del tema "Sad But True" de Metallica, fue lanzada como sencillo. Gracias a su rápido éxito, fue invitado para presentarla en vivo al show Saturday Night Live.
Desde el 30 de junio hasta el 22 de agosto de ese mismo año, Kid Rock estuvo de gira en el Summer Sanitarium Tour junto con Metallica, Korn, System of a Down y Powerman 5000. Remplazó a James Hetfield de Metallica, cantando los temas "Enter Sandman", "Sad But True" y "Nothing Else Matters" (ya que Hetfield se había lesionado la columna haciendo "jet ski"), y como DJ para "Fuel".
Uno de los restaurantes emblemáticos del Little Caesars Arena ya no lleva el nombre de Kid Rock.
Ilitch Holdings anunció a primera hora del miércoles que el músico ha "decidido voluntariamente no renovar" su acuerdo de licencia para el restaurante Made in Detroit de Kid Rock, uno de los cuatro restaurantes de servicio completo en LCA desde la apertura de la arena en 2017.
Una declaración atribuida a Chris Granger, presidente de deportes y entretenimiento de Ilitch Holdings, dijo que se introducirá un nuevo concepto en el espacio que "se alinea con nuestra comunidad y los valores de la compañía."
Un grupo activista de Detroit, mientras tanto, se reunió el miércoles a lo largo de Woodward y pidió que el espacio se transformara en un restaurante propiedad de minorías, aunque eso podría no ser posible debido a los acuerdos contractuales existentes en LCA.
A principios de 2001 Kid Rock realizó su versión de "Sweet Emotions" en la ceremonia de entrada de Aerosmith en el Salón de la Fama del Rock.
En el 2000 llegó "The History of Rock", compilación de temas no tan conocidos de sus discos anteriores, y en el 2001 volvió con "Cocky", en el 2002, Kid Rock ganó popularidad tanto por sus sencillos, sus conciertos y también por su relación con la ex-Baywatch, Pamela Anderson, poco después, Lava decidió lanzar como cuarto sencillo de "Cocky", la balada "Picture" a dueto con Sheryl Crow, convirtiéndose en un hit masivo, de repente Kid Rock, se volvió más popular que nunca, dándole todas las razones para ser "Cocky" (presumido). 
Kid Rock apareció en un capítulo de Los Simpsons en el que Homer necesitaba relajarse.
En 2008, Kid Rock vuelve a la escena musical con un nuevo disco llamado "Rock 'N Roll Jesus", su single estrella fue "All Summer Long", llegando a los primeros sitios de la lista americana de ventas, también fue uno de los éxitos del año en Europa, llegando al número 1 de la lista británica de singles, y estando nominada a la mejor canción del año en los MTV Europe Music Awards 2008.
"All Summer Long" fue la canción oficial del evento Backlash de la WWE, celebrado el domingo 27 de abril de 2008. "So Hott" fue una de las tres canciones oficiales de WrestleMania XXV, otro evento de la WWE celebrado el domingo 5 de abril de 2009. En dicho evento, realizó un miniconcierto de 10 minutos, en el que cantó las canciones "Bawitdaba", "Rock & Roll Jesus", "Cowboy", "All Summer Long" y "So Hott". "Bawitaba" fue también la canción que aparecería en el tráiler del videojuego "WWE2K15" y pasaría a formar parte del soundtrack de aquel videojuego.
El 10 de noviembre, la emisora de radio WAAF de Boston anunció que Kid Rock cantaba un tema de Slash, el álbum en solitario del guitarrista Slash (Velvet Revolver, ex-Guns N'Roses). El 23 de marzo de 2010, ESPN Radio colgó en su web la canción "I Hold On" interpretada por Kid Rock que estará en el disco de Slash. Sin embargo 10 el junio fue arrestado por la policía de Los Ángeles por presunta comercialización y consumo de estupefacientes.

## Apariciones
- Kid Rock apareció en un episodio de la famosa serie americana llamada The Simpsons junto al difunto Joe C. (1974-2000) que falleció a causa de su enanismo a los 26 años de edad (Cuando se hizo aquel capítulo, Joe no había fallecido todavía). Tocaron la canción Bawitdaba. El capítulo se llamaba Kill the Alligator and Run, era el episodio número 245 (Se cuentan los episodios también de las anteriores temporadas y sumándolos hacen 245) y era la Temporada 11. El episodio se emitió por primera vez el 30 de abril del 2000, en esas fechas, Joe Calleja no había fallecido todavía, fallecería en noviembre.

- Kid Rock apareció en el capítulo de CSI:NY T2:Ep21 (Acoso), que se emitió en 2005.

- Kid Rock tocó varias canciones en Wrestlemania XXV del programa WWE.

- Kid Rock toco en uno de los eventos más importantes el cual es Premio Kennedy honrando a la mítica banda Led Zeppelin. Dicha ceremonia se celebró el día 26 de diciembre del año 2012.

- Aparece haciendo un cameo en el videoclip de Eminem "Berzerk.
- Aparece en la ceremonia del Hall Of Fame de la WWE del 2018.

## Discografía
| Álbumes de estudio - 1990: Grits Sandwiches for Breakfast - 1993: The Polyfuze Method - 1996: Early Mornin' Stoned Pimp - 1998: Devil Without a Cause - 2001: Cocky - 2003: Kid Rock - 2007: Rock N Roll Jesus - 2010: Born Free - 2012: Rebel Soul - 2015: First Kiss - 2017: Sweet Southern Sugar - 2022: Bad Reputation | Otros lanzamientos - 1994: Fire It Up! (EP) - 2000: The History of Rock - 2006: Live Trucker | Recopilatorios - 2018: Greatest Hits You Never Saw Coming |

## Giras
- 1989: Straight From the Underground Tour (abriendo para Ice Cube, Too $hort, D-Nice y Yo-Yo)
- 1998: Lollapalooza Tour
- 1998: Vans Warped Tour
- 1998–99: White Thrash on Dope Tour (con Monster Magnet y Hed PE)
- 1999: Destroy Your Liver Tour
- 1999: Limptropolis Tour (con Limp Bizkit and Staind)
- 1999: European Tour (con Blink-182)
- 1999: Between the Legs Tour (con Powerman 5000, Professional Murder Music)
- 1999-00: Millennium Tour (con Metallica, Sevendust y Creed)
- 2000: Summer Sanitarium Tour (con Metallica, Korn, System of a Down y Powerman 5000)
- 2000: The History of Rock Tour (con Dope)
- 2001: The American Bad Ass Tour (con Buckcherry, Fuel y David Allan Coe)
- 2002: The Cocky Tour (con Lit, Tenacious D y Saliva)
- 2002: Girls of Summer Tour (abriendo para Aerosmith junto a Run-D.M.C.)
- 2004: Rock n Roll Pain Train Tour (con Puddle of Mudd, Gov't Mule y Jerry Cantrell)
- 2005: Lazy Muthafuga Tour (solo 6 fechas de concierto)
- 2006: 'Live' Trucker Tour (con Ty Stone, Peter Frampton y Whitestarr)
- 2007–2008: Rock n Roll Revival Tour (con Reverend Run, Dicky Betts, Duane Betts, Peter Wolf y Lynyrd Skynyrd)
- 2008: Rock n Roll Revival Tour (Europa)
- 2008: Rock n Rebels Tour (con Lynyrd Skynyrd y Backdoor Slam)
- 2008: European Tour (con Finger Eleven)
- 2008: All Summer Long Tour (4 noches en Pine Knob con Uncle Kracker y Rev Run)
- 2009: Rock n Rebels Tour II (con Lynyrd Skynyrd, Cross Canadian Ragweed, Jonathan Tyler and the Northern Lights, Black Stone Cherry, Alice in Chains, Cypress Hill, Robert Randolph y The Family Band)
- 2010: The Circle Tour (abriendo para Bon Jovi)
- 2011: Born Free Tour Pt 1 (con Ty Stone, Randy Houser y Jamey Johnson)
- 2011: Born Free Tour (Canadá)
- 2011: Born Free Tour Pt 2(con Sheryl Crow)
- 2011: Care Tour

## Apariciones en cine y TV
- The Howard Stern Show (8 episodios, 1999–2008)
- Saturday Night Live (Músico invitado, 2000)
- The Simpsons, Mata al cocodrilo y huye (1 episodio, 2000)
- WWF Raw is War (Músico invitado, 2000)
- Joe Dirt (2001)
- Osmosis Jones (Voz, 2001)
- Kid Rock: Lonely Road of Faith (2001)
- King of the Hill (2002)
- Punk'd (1 episodio, 2003)
- Biker Boyz (2003)
- Stripperella (You Only Lick Twice, 2003)
- CMT Outlaws (2003)
- South Park (2004)
- CSI: NY (1 episodio, 2005)
- Larry the Cable Guy: Health Inspector (2005)
- Motorcycle Mania 3 (2005)
- Coors Light Mountain Jam (2005)
- Stacked (1 episodio, 2002)
- Los Billboard Music Awards (2006)
- VH1 Storytellers (2008)
- WrestleMania XXV (Músico invitado, 2009)
- 2010 Spike Guy Choice Awards (Presentador, 2009)
- Top Gear (U.S. TV series) (1 episodio, 2010)
- Late Night with Jimmy Fallon (1 episodio, 2011)
- Diners, Drive-Ins and Dives (1 episodio, 2011)
- Ceremonia del Hall Of fame de la WWE (2018)